# Rastriya Swayamsevak Sangh
La Rastriya Swayamsevak Sangh, abreviada RSS  (en hindi राष्ट्रीय स्वयंसेवक संघ), (en español Asociación de Voluntarios Nacionales o Asociación Patriótica Nacional)[cita requerida] es una organización paramilitar india de extrema derecha y nacionalista hindú, conformada por voluntarios, la cual es ampliamente considerada como la organización que dio origen al partido gobernante en India, el Partido Popular Indio. La RSS es una de las organizaciones principales del grupo Sangh Parivar.  
Fundada en 1925, su ideología está basada en el principio del servicio desinteresado a la nación india.[cita requerida] Su ímpetu inicial fue proporcionar un entrenamiento del carácter a través de la disciplina hindú y unir a la comunidad hindú para formar una Hindu Rashtra (nación hindú).
El politólogo Cas Mudde considera a la RSS muy próxima al BJP y la califica como «el grupo violento de ultraderecha más poderoso del mundo». Mudde recuerda que la RSS «fue ilegalizada en tiempos del dominio británico y fue prohibida hasta en tres ocasiones desde la independencia debido a su implicación en episodios de violencia política y terrorismo». Tras mencionar su implicación en la demolición de la mezquita de Babur (o Babri Masjid) en 1992 (motivo por el que estuvo ilegalizada un año), Mudde afirma que «desde que el BJP recuperó el poder en 2014, varios militantes hindutva, a menudo organizados en uno u otro de la pléyade de grupos que se enmarcan en la RSS, han sido participantes destacados en incidentes violentos contra colectivos percibidos como enemigos nacionales: sobre todo, contra personas que comen carne de vacuno (la vaca es un animal sagrado en el hinduismo) y contra la mayor de las minorías religiosas del país, la musulmana».

## Misión religiosa
Esta organización propugna la unión de todos los indios en una sociedad homogénea bajo las normas de una sola religión (la religión hinduista, mayoritaria en ese país), subordinando a todas las demás religiones existentes en India, como la musulmana (13,4 %), la cristiana (2,3 %), la sijista (1,9 %), la budista (0,8 %), la yaina (0,4 %), la judía, y la zoroástrica, entre otras. Esta agrupación ha sido descrita como fundamentalista y populista.

## Historia
Esta organización fue fundada el 27 de septiembre de 1925 por el médico hinduista Keshav Baliram Hedgewar en la ciudad de Nagpur.
La organización no era particularmente hostil al colonialismo británico. Algunos de sus militantes prefirieron colaborar con el Imperio y unirse al ejército para luchar contra los musulmanes, considerados como los principales enemigos.
Fue prohibido por el Imperio británico, y después de la independencia de la India, el Gobierno la prohibió en tres ocasiones:
- El 4 de febrero de 1948, cuando un miembro de la RSS, Nathuram Godse asesinó a Mahatma Gandhi el 30 de enero de 1948. En esa ocasión varios líderes de la RSS fueron arrestados;
- En 1975-1978, durante el estado de emergencia impuesto por Indira Gandhi;
- En 1992, después de que miles de personas organizadas por la RSS demolieron la mezquita Babri Masjid (de 1527), el 6 de diciembre de 1992.

El RSS tiene una fuerte influencia en el Ministerio de Educación Nacional e introduce nuevos libros de texto en los que se reescribe parcialmente la historia de la India. Las invasiones musulmanas son caricaturizadas para dar una imagen sangrienta. El papel de algunos actores de la independencia, como Jawaharlal Nehru, se minimiza a favor del movimiento nacionalista hindú. Para la organización, el papel del Estado en la economía debe ser limitado, lo que le permite contar con la simpatía de muchos empresarios que contribuyen a su financiación.
La sección de salud del RSS propone un programa para hacer bebés "personalizados" y "perfectos". La organización es responsable de violencia contra cristianos y comunistas, incluido asesinatos.

## Bandera
Esta asociación de voluntarios reconoce como su bandera la sagrada Bhagwa que simboliza el principio de las cosas y recuerda la historia y las tradiciones hinduistas que incluye. Esta bandera tiene forma similar a la bandera de Nepal, y es totalmente de color azafrán, que tiene un significado religioso en India.

## Personalidades
- Atal Bihari Vajpayee
- Eknath Ranade
- Narendra Modi
- Manohar Parrikar
- Nitin Gadkari
- Rajnath Singh
- Murli Manohar Joshi